# De verlossing (film)
De verlossing is een Belgische film uit 2001, geregisseerd en geschreven door Hugo Claus. De film kende zijn wereldpremière op het Nederlands Film Festival op 26 september 2001. Vanaf 14 november 2001 werd hij vertoond in de Belgische bioscopen, en vanaf 17 januari 2002 in de Nederlandse.

## Rolverdeling
| Acteur                | Personage    |
| --------------------- | ------------ |
| Gilda De Bal          | Magda        |
| Jan Decleir           | Oscar        |
| Peter Van den Begin   | Johnny       |
| Elke Dom              | Julia        |
| Willeke van Ammelrooy | Marleen      |
| Yvonne Verbeeck       | rijke weduwe |